# Mehmet Tevfik Gerçeker
Mehmet Tevfik ef. Gerçeker (Bursa, 1898. – Ankara, 16. prosinca 1982.), turski teolog i pravnik, sedmi po redu predsjednik Uprave za vjerske poslove Turske.

## Životopis
Mehmet Tevfik Gerçeker je sin Mustafe Fehmija Gercekera, poslanika turskog parlamentu iz Burse. Nakon što je završio medresu Darülhilâfe u Istanbulu, bio je zamjenik šefa Generalne uprave za obrazovanje, u ureda sudačkog suda i u Upravi za vjerske poslove, službenik za vjerska pitanja. U međuvremenu je diplomirao na Pravnom fakultetu Sveučilišta u Ankari 1928. godine.
Poslije je unaprijeđen u asistenta drugog i prvog razreda u Državnoj upravi Şûrâ-yı, gdje je počeo raditi 1932. godine sa svojim pomoćnim osobljem treće klase. Nakon toga, u Apelacioni sud je radio kao glasnogovornik zakona (1946). Godine 1948. je izabran u Vrhovni sud koji je osnovalo Državno vijeće za suđenje ministru carine Suatu Hayri Ürgüplü. Bio je predsjednik 9. odjela Državnog vijeća (1959) i 7. divizije Državnog vijeća (1960). Postao je zamjenik predsjedatelja Ustavnog suda, gdje ga je Vijeće države imenovalo članom 1962., a odatle je otišao u mirovinu (1963). Dana 15. listopada 1964. imenovan je za šefa Uprave vjerskih poslova Turske. Na toj dužnosti je ostao do 16. prosinca 1965. godine. 
Umro je u Ankari 28. siječnja 1982. godine.

## Vanjske poveznice
- Mehmet Tevfik ef. Gerçeker